# Emre Gümüşkaya
Emre Gümüşkaya (* 5. April 1988 in Aydın) ist ein türkischer Fußballspieler, der für Körfez İskenderunspor spielt.

## Karriere
Gümüşkaya begann seine Vereinsfußballkarriere 1999 in der Jugend von Sökespor. Von hier aus wechselte er 2004 in die Jugend von Göztepe Izmir. Nachdem Göztepe 2006 in große finanzielle Schwierigkeiten geraten war, wurde Gümüşkaya im Sommer 2006 mit weiteren Nachwuchsspielern in den Profikader aufgenommen. Für Göztepe spielte er bis zum Sommer 2007 und verließ anschließend den Verein, nachdem dieser in die Amateurliga abgestiegen war.
In der Sommertransferperiode wechselte dann Gümüşkaya zum Stadtrivalen Altınordu Izmir und spielte für diesen dreieinhalb Spielzeiten lang. Nach einem halben Jahr für Beylerbeyi SK wechselte er dann im Sommer 2011 zum Viertligisten Aydınspor 1923. Mit diesem Verein erreichte er zum Sommer 2013 die Meisterschaft der TFF 3. Lig und damit den Aufstieg in die TFF 2. Lig.
Im Sommer 2013 wechselte er in die türkische TFF 1. Lig zum Erstligaabsteiger Orduspor.
Nachdem er die Spielzeit 2013/14 als Leihspieler bei Tokatspor und Gümüşhanespor verbracht hatte, wechselte er zur Saison 014/15 zum Drittligisten Körfez İskenderunspor.

## Erfolge
Mit Aydınspor 1923
- Meister der TFF 3. Lig und Aufstieg in die TFF 2. Lig: 2012/13